# Västra Gerums landskommun
Västra Gerums landskommun var en tidigare kommun i dåvarande Skaraborgs län.

## Administrativ historik
Kommunen inrättades i Gerums socken i Skånings härad i Västergötland när 1862 års kommunalförordningar trädde i kraft. nament var före 17 april 1885 Gerums landskommun.
Vid Kommunreformen 1952 uppgick kommunen i Ardala landskommun som 1971 uppgick i Skara kommun.